# نیژنی آلاگووات
نیژنی آلاگووات (انگلیسی: Nizhny Allaguvat) یک شهرک در شهرستان استرلیباشفسکی استان باشقیرستان کشور روسیه است.